# Xeroderris
Xeroderris là một chi thực vật có hoa trong họ Đậu.